# Joseph Schütz (Schauspieler)
Joseph Karl August Schütz, auch Josef Karl August Schütz (getauft 22. August 1790 in Spandau; † 10. Februar 1840 in Mailand) war ein deutscher Schauspieler, Opernsänger (Bariton), Librettist und Theaterunternehmer.

## Leben
Carl Schütz wurde als Sohn eines preußischen Offiziers (evangelisch-Augsburger Bekenntnisses) geboren und spielte 1816 bis 1818 am Wiener Hofburgtheater. Bis Mai 1819 war er Chef des Linzer Landständischen Theaters, veranstaltete dort die ersten Aufführungen von Werken Franz Grillparzers (Die Ahnfrau, Sappho, beide 1818) und Gioacchino Rossinis (Tancredi, 1818, La gazza ladra, 1819), hatte damit jedoch keinen finanziellen Erfolg. Danach ging er als Sänger (Bariton) und Schauspieler an das Theater an der Wien, wechselte jedoch rasch nach Amsterdam, wo er als Unternehmer die Hoogduitse Schouwburg Amsterdam leitete, an die er auch Johann Nestroy engagiert hatte. Dieses Deutsche Theater wurde jedoch 1825 aufgelöst.
Anschließend begleitete Schütz seine außerordentlich erfolgreiche Gattin Amalie nach Paris und in andere europäische Metropolen und war eine Zeit lang Direktor des Teatro Carcano in Mailand.